# Алгебраїчний дріб
Алгебраїчний дріб — дріб в чисельнику і знаменнику якого є алгебраїчні вирази. Двома прикладами алгебраїчних дробів є {\displaystyle {\frac {3x}{x^{2}+2x-3}}} та {\displaystyle {\frac {\sqrt {x+2}}{x^{2}-3}}}. Алгебраїчні дроби відповідають тим самим правилам, що і алгебраїчні дроби.
Раціональний дріб це алгебраїчний дріб, чисельник і знаменник якого обидва є поліномами. Таким чином {\displaystyle {\frac {3x}{x^{2}+2x-3}}} це раціональний дріб, але {\displaystyle {\frac {\sqrt {x+2}}{x^{2}-3}}} - ні, оскільки чисельник містить функцію квадратного кореня.

## Ірраціональні дроби
Ірраціональний дріб, це такий дріб який містить змінну під дробовим показником. Прикладом ірраціонального дробу буде
{\displaystyle {\frac {x^{1/2}-{\tfrac {1}{3}}a}{x^{1/3}-x^{1/2}}}.}
Ірраціональний дріб можна звести до раціонального, цей процес називають раціоналізацією. Кожен ірраціональний дріб, в якому показники є одночленами можна раціоналізувати шляхом знаходження найменше спільне кратне показників коренів, і заміною змінною на іншу змінну із найменшим спільним кратним у показнику. В даному прикладі, найменшим спільним кратним буде 6, тож ми можемо виконати заміну {\displaystyle x=z^{6}}, щоб отримати
{\displaystyle {\frac {z^{3}-{\tfrac {1}{3}}a}{z^{2}-z^{3}}}.}